# Sendets
Sendets é uma comuna francesa na região administrativa da Nova Aquitânia, no departamento da Gironda. Estende-se por uma área de 8,36 km². Em 2010 a comuna tinha 343 habitantes (densidade: 41 hab./km²).